# Saria
Saria (Grieks: Σαρία; ook Sariá, Σαριά) is een Grieks eiland dat behoort tot de archipel Dodekanesos , ten noorden van Karpathos. Het eiland heeft een oppervlakte van 21 vierkante kilometer en heeft 45 inwoners (2011). Saria behoort administratief gezien tot Karpathos.

## Geografie
Saria ligt in de Egeïsche Zee, die tot de noordpunt van het Egeïsche grotere eiland Karpathos behoort. Het eiland vormt samen met de naburige eilanden de gemeente Karpathos, die behoort tot de territoriale eenheid Karpathos en het grondgebied van de zuidelijke Egeïsche eilanden. Samen met het noordelijke deel van het eiland Karpathos vormt Saría een natuurreservaat Natura 2000 van 112,98 vierkante kilometer.

## Historie
Tekens van vestiging dateren uit de late neolithische periode, rond 4000-3000 voor Christus, zijn gevonden op het eiland Saria. en voor de bronstijd van 2300 tot 2000 voor Christus In het verleden stond het eiland bekend onder de naam Saros. Het eiland had minstens één stadstaat, waarschijnlijk ook wel Saros genoemd. Aan de andere kant zou het eiland een stad hebben gehad die Nisyros heette, maar het is niet zeker of het dezelfde of een andere stad was. De locatie van de steden op het eiland is ook niet helemaal logisch. De Akropolis ligt op de heuvel van Kástellos, vlak bij de Palaty-baai, aan de noordoostkust van het eiland, waar restanten van muren en graven zijn gevonden. Algemeen wordt aangenomen dat het de locatie is van de stad Saros.

### Latere geschiedenis
Op basis van de bevindingen bleef Saría bewoond tijdens de vroege christelijke en Byzantijnse periode. Ten noorden van de Palatijnse baai liggen de ruïnes van twee basilische kerken. Op dezelfde manier hield de oude akropolis de basiliek. In de jaren 800 en 900 had Palátia aan de oostkust een nederzettingscentrum met stenen huizen met één kamer. De woningen hadden een gebogen kegelvormig dak. Er zijn bijvoorbeeld vergelijkbare huizen in het zuidoosten van Turkije en Syrië.
Tot eind 2010 behoorde het eiland Saría tot het dorp Ólympos. In begin 2011 sloot Saría zich aan bij de gemeente Karpathos.